# Liferea
Liferea un agregador de notícies de canals de notícies en línia. El nom és una abreviatura de "Linux Feed Reader". És compatible amb els formats de fonts més importants, incloent RSS / RDF i Atom i pot importar i exportar llistes de subscripció en el format OPML. Liferea està destinat a ser un programa agregador de notícies per GTK + ràpid, fàcil d'usar, i fàcil d'instal·lar que es pot utilitzar amb l'escriptori GNOME.
Permet llegir amb facilitat els articles relacionats o comentaris weblog, Liferea permet llegir llocs web utilitzant un navegador integrat, que pot ser Mozilla / Firefox / XULRunner, GtkHTML o, en les versions més recents, Webkit. En ordenar les subscripcions en carpetes, l'usuari pot llegir tots els titulars d'una carpeta alhora. En permetre una preferència de filtratge, tots els titulars ja llegits de la carpeta es pot amagar.
A Epiphany hi ha una servei de notícies extensió de la subscripció, que permet afegir feeds de notícies durant la visualització de llocs web. Per Firefox 1.5 + és una extensió FeedBag que permet l'addició de subscripcions mitjançant una simple clic a les icones LiveBookmarks a la barra d'adreces del Firefox.